# Misfit, eres o te haces
Misfit, eres o te haces es una película de comedia adolescente ecuatoriana de 2021 dirigida por Orlando Herrera. Se trata de la adaptación de la película neerlandesa Misfit (2017) dirigida por Erwin van den Eshof. La premisa sigue a una adolescente criada en Estados Unidos que deberá adaptarse a su nueva vida en Ecuador. Está protagonizada por Alicia Jaziz, Julián Cerati, Javier Luna, Gimena Gómez, Raysa Ortiz, Mica Suárez, Samara Montero, Julio Pañi, Pablo López, Jorge Ulloa y Nataly Valencia. La película se estrenó el 14 de octubre de 2021.

## Sinopsis
La trama gira en torno a Julie, una adolescente que desde los cuatro años vive en Estados Unidos, pero que debe mudarse a Ecuador por el trabajo de su padre. Allí deberá adaptarse a su nuevo colegio católico y enfrentar a sus nuevas compañeras que le harán la vida imposible, teniendo aún la esperanza de regresar a su país para asistir al baile de graduación. Para ello, Julie decide participar del concurso de talentos que organiza la escuela, donde el premio es un viaje de ida y vuelta a Estados Unidos todo pagado en la fecha que elijan.

## Elenco
- Alicia Jaziz como Julia «Julie» Valdéz
- Julián Cerati como Nicolás Centeno
- Javier Luna como Justin Ramírez
- Gimena Gómez como Estela Altamirano
- Raysa Ortiz como Claudia Centeno
- Mica Suárez como María José «Majo» Guerra
- Samara Montero como Erika Pérez
- Julio Pañi como Bryan
- Pablo López como Marco Ubidia
- Jorge Ulloa como Javiero Centeno
- Nataly Valencia como Sor Josefa
- Giselle Torres como Sophie
- Ami Rodríguez como Patricio «Pato» Zambrano
- Marilú Vaca como Antonia
- Alfredo Espinosa como Rubén Valdéz
- Antonella Moreno como Sor Adelfa
- Orlando Herrera como el Conserje
- Juana Guarderas como Madre superiora
- Beatriz Vergara como Dra. Contreras
- Esteban González como Esteban Heredia

## Recepción

### Comentarios de la crítica
En el sitio web Tomatazos, la película tiene un índice de aprobación del 100% basado en 5 reseñas. Kevin de León en su reseña para Tomatazos escribió «los protagonistas y los actores secundarios saben muy bien qué hacer con sus papeles y cumplen de manera satisfactoria para elevar la calidad de este material». Martín L. González de CinEspacio24 expresó «Misfit #Eres o Te Haces es una película  que sabe a qué público dirigirse y no pretende nada más que entretener; y esa es su verdadera virtud».